# ويلهلم برغر
ويلهلم برغر (و. 1904 – 1979 م) هو ضابط من الإمبراطورية الألمانية، وألمانيا النازية، وألمانيا الغربية، ولد في ميونخ، كان عضوًا في الحزب النازي، كان عضوًا في شوتزشتافل، توفي عن عمر يناهز 75 عاماً.